# Oslo Volley
Oslo Volley är en volleybollklubb från Oslo, Norge. Klubben grundades 9 september 1999 genom att KFUM Oslos elitlag (både dam och herr) bildade en egen klubb. Klubbens damlag nåde sina största framgångar 2012/2013 då de vann NEVZA Volleyball Club Championships 2012 samt vann Eliteserien och kom tvåa i norska mästerskapet i volleyball säsongen 2012/2013. De har även åtskilliga top tre-placeringar i Eliteserien, medan herrlaget befinner sig lite längre ner i seriesystemet.